# ケッパー
ケッパー（英: caper; 学名: Capparis spinosa）は、フウチョウボク科（かつてはフウチョウソウ科に分類された）の半蔓性の低木、またはこの植物のつぼみをピクルスにした食品。
ケイパー、ケーパー、カープル（仏: câpre）とも呼ぶ。和名は、 トゲフウチョウボク（棘風蝶木）、セイヨウフウチョウボク（西洋風蝶木）。
リンネの『植物の種』(1753年) で記載された植物の一つである。

## 特徴
地中海沿岸からイラン高原、アフガニスタン一帯に自生する常緑小低木。多年生の株を持ち、毎年多くの木質と草質の蔓を出す。葉は卵型の全葉であり、葉柄に2本の刺がある。花は単性でバラ色の4枚の花弁を持ち、3月から8月まで開花する。果実は卵形の漿果で稀にしかつかない。粘土質の丘陵地の岩場や壁面などに見られる。

葉と蕾
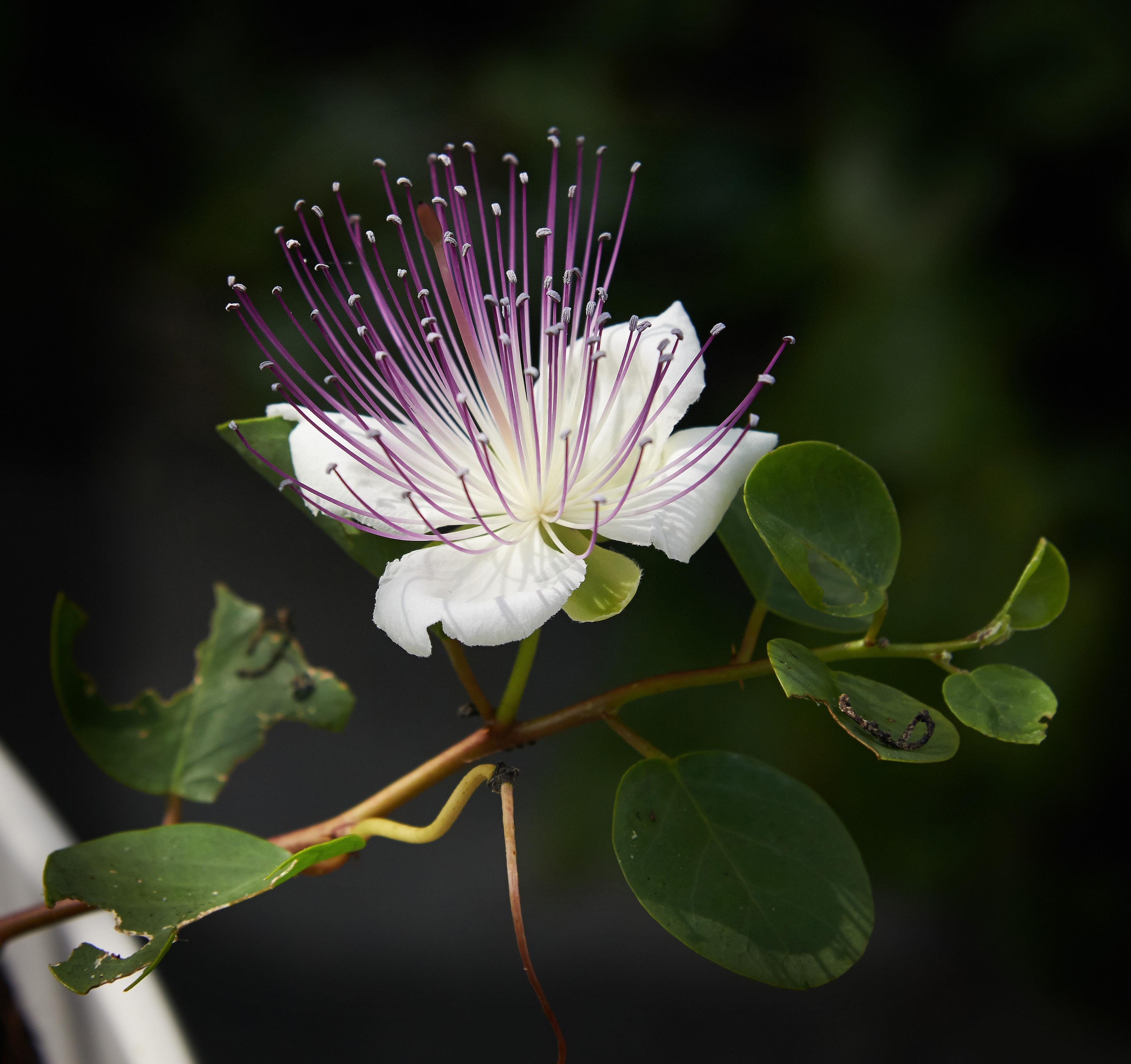
花序
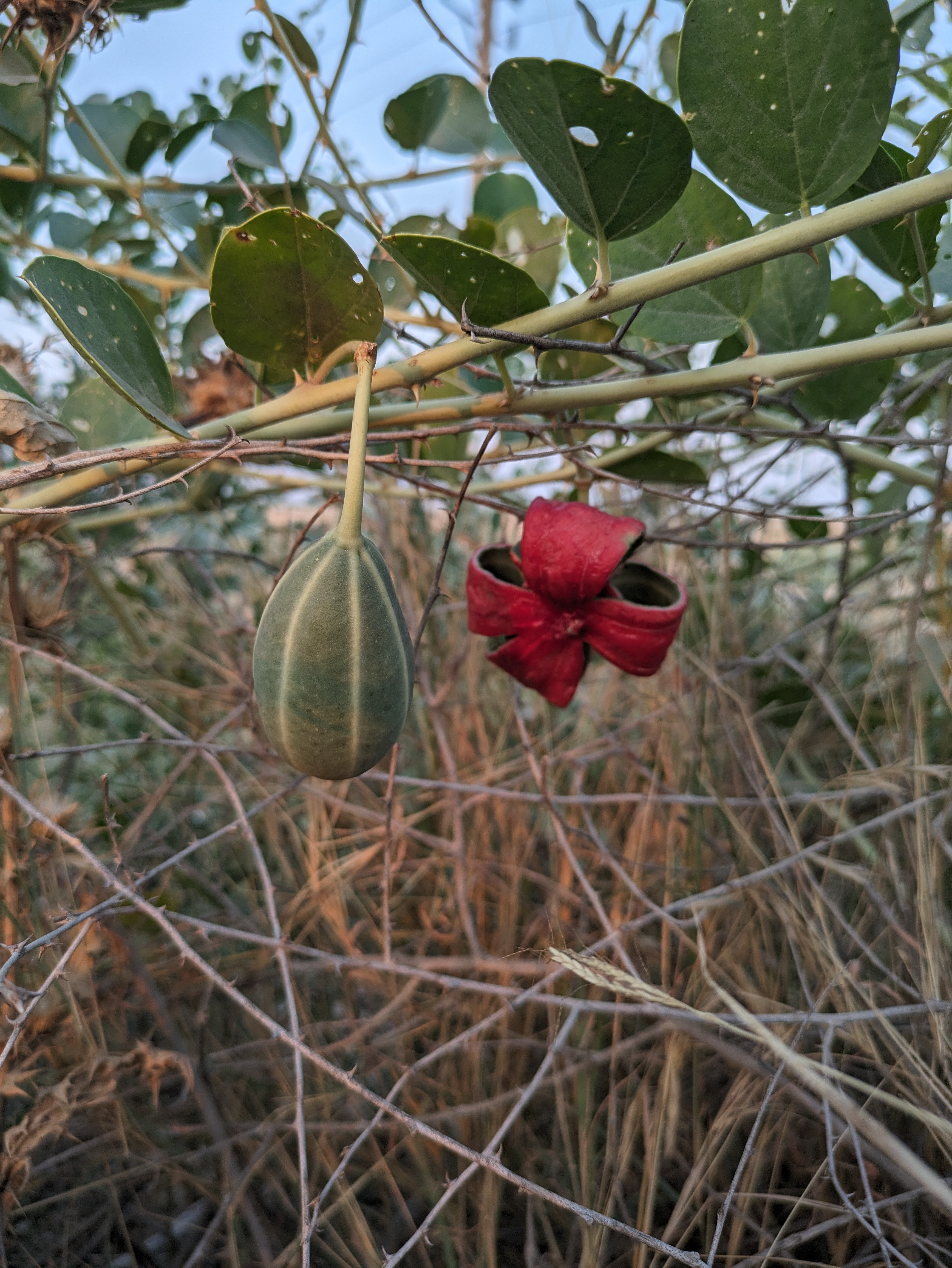
未熟な果実と爆ぜた果実
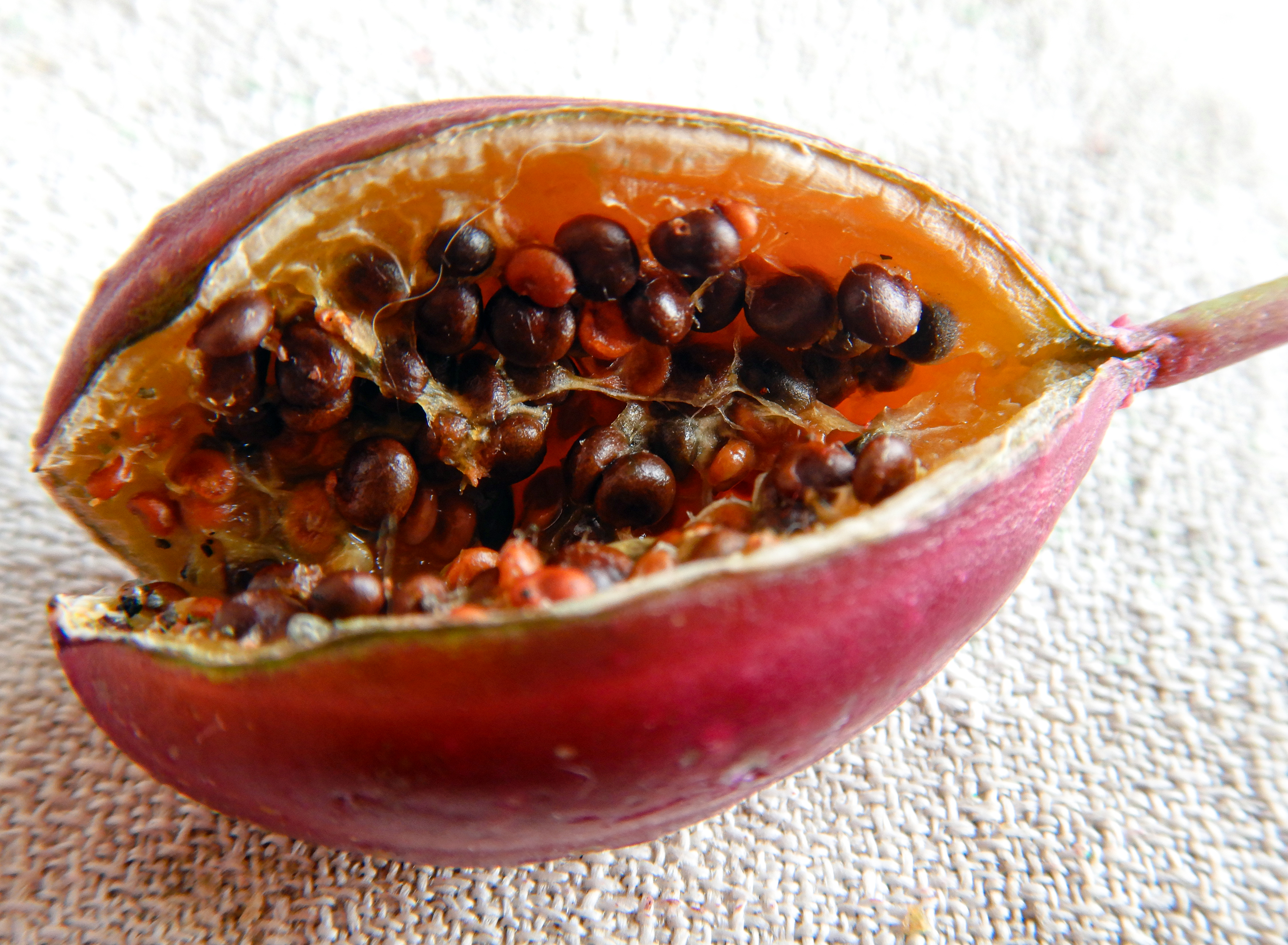
熟した果実と種

フウチョウボクは地中海地方が起源だが、香辛料としてのケッパーの語源はペルシア語の کبر (kabar)、もしくはアラビア語の کبر (kabar) であり、後にギリシア語の kapparis、ラテン語の capparis に転化したと言われている。フランスの記録にケッパーが現れるのは15世紀頃からであり、16世紀の外科医アンブロワーズ・パレは食欲改善などのケッパーの薬効について著述している。人工栽培の試みが始まったのもこの頃のことである。現在の主な栽培地はフランス、イタリア、スペインなど。
独特の風味と酸味を持つ。一般的に酢漬け、塩漬けにする。
つぼみを開花よりもかなり早く収穫する。大きさや形で価値が変動し、丸く小さいものが商品価値が高いとされている。果実も収穫されつぼみと同様に酢漬けにされるが、多くは取れない貴重なものとしてつぼみより高い価値を持つ。

## 食用

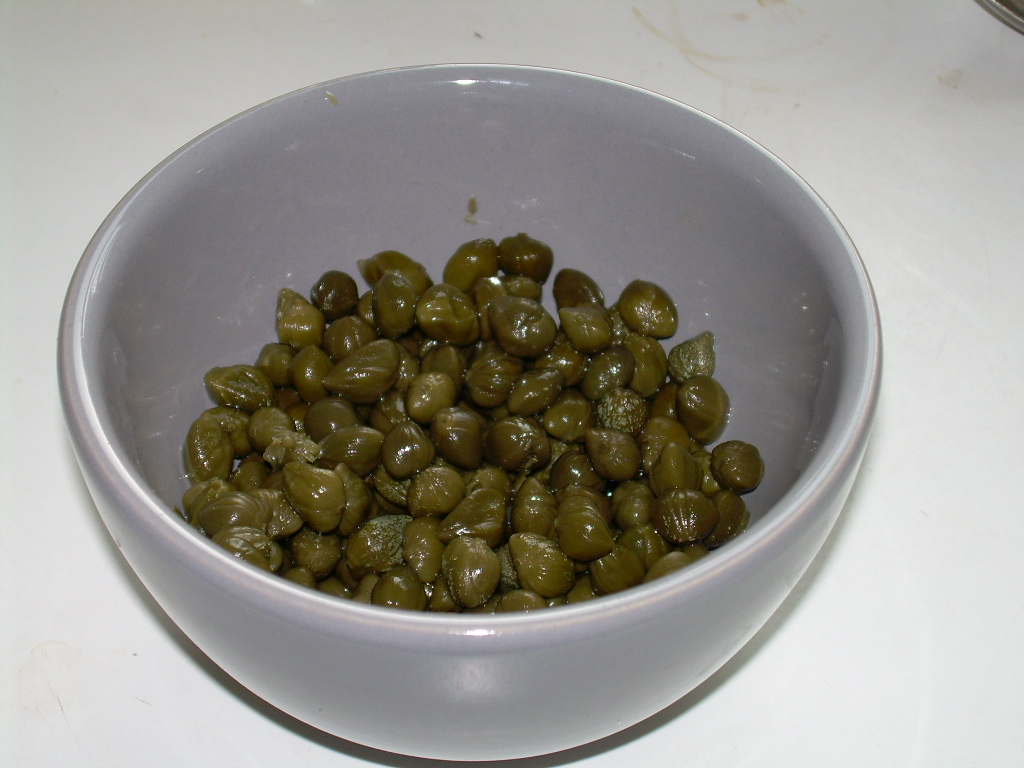
ケッパーのピクルス

バター類に多く含まれるカプリン酸に由来する風味を持ち、料理の薬味やサラダのつけ合わせに用いられ、特にスモークサーモンには、薄切りのタマネギとともに欠かせないものとされる。
刻んでバターと混ぜたものはモンペリエ・バターと呼ばれる。
フランス南東部・プロヴァンス地方においてはオリーブの実及びオイル・にんにく・アンチョビ等と共にタプナードとよばれるペーストの材料として使用される。